# Apicia pypopyrata
Apicia pypopyrata là một loài bướm đêm trong họ Geometridae.